# Таннелгілл (Пенсільванія)
Таннелгілл (англ. Tunnelhill) — місто (англ. borough) в США, в округах Блер і Кембрія штату Пенсільванія. Населення — 315 осіб (2020).

## Географія
Таннелгілл розташований за координатами 40°28′42″ пн. ш. 78°32′32″ зх. д. / 40.47833° пн. ш. 78.54222° зх. д. (40.478276, -78.542329).  За даними Бюро перепису населення США в 2010 році місто мало площу 1,28 км², уся площа — суходіл.

## Демографія
Згідно з переписом 2010 року, у селищі мешкали 363 особи в 148 домогосподарствах у складі 100 родин. Густота населення становила 284 особи/км².  Було 160 помешкань (125/км²).
Расовий склад населення:
| - 98,9 % — білих - 1,1 % — азіатів |

До двох чи більше рас належало 0,0 %. Частка іспаномовних становила 0,0 % від усіх жителів.
За віковим діапазоном населення розподілялося таким чином: 20,4 % — особи молодші 18 років, 63,1 % — особи у віці 18—64 років, 16,5 % — особи у віці 65 років та старші. Медіана віку мешканця становила 45,5 року. На 100 осіб жіночої статі у селищі припадало 105,1 чоловіків;  на 100 жінок у віці від 18 років та старших — 112,5 чоловіків також старших 18 років.
Середній дохід на одне домашнє господарство  становив 51 495 доларів США (медіана — 45 938), а середній дохід на одну сім'ю — 59 573 долари (медіана — 53 333). Медіана доходів становила 41 250 доларів для чоловіків та 30 000 доларів для жінок. За межею бідності перебувало 11,7 % осіб, у тому числі 16,4 % дітей у віці до 18 років та 17,4 % осіб у віці 65 років та старших.
Цивільне працевлаштоване населення становило 184 особи. Основні галузі зайнятості: освіта, охорона здоров'я та соціальна допомога — 29,9 %, роздрібна торгівля — 17,9 %, виробництво — 8,7 %, публічна адміністрація — 8,2 %.